# 東大阪市立花園中学校
東大阪市立花園中学校（ひがしおおさかしりつ はなぞのちゅうがっこう）は、大阪府東大阪市玉串町西一丁目にある公立中学校。

## 通学区域
- 東大阪市立玉串小学校・東大阪市立花園小学校・東大阪市立花園北小学校の通学区域

- 近鉄奈良線 河内花園駅